# Rejon kraśnieński
Rejon kraśnieński (ukr. Красненський район) – dawna jednostka podziału administracyjnego Ukraińskiej Socjalistycznej Republiki Radzieckiej w Związku Socjalistycznych Republik Radzieckich w latach 1940–1941 i 1944–1959. Należał do obwodu lwowskiego. Siedziba władz rejonu znajdowała się w Krasnem.
Rejon kraśnieński został utworzony 17 stycznia 1940 na podstawie dekretu Prezydium Rady Najwyższej USRR o podziale na rejony zachodnich obwodów USRR, kiedy to w obwodzie lwowskim utworzono 37 rejonów, między innymi kraśnieński. Rejon objął obszary zniesionych gmin Gołogóry, Krasne i Skwarzawa. Obszary te należały przed wojną do powiatu złoczowskiego w województwie tarnopolskim.
Rejon krasieński przestał istnieć wraz z wybuchem wojny niemiecko-radzieckiej 22 czerwca 1941. Jego tereny weszły w skład Landkreis Złoczów dystryktu galicyjskiego Generalnego Gubernatorstwa.
Rejon został odtworzony 23 lipca 1944, po zajęciu tych terenów przez Armię Czerwoną.
12 czerwca 1951 zniesiono radę wiejską Kondratów, włączając ją do rady wiejskiej Majdan Gołogórski.
4 marca 1959 rejon krasieński zniesiono, włączając jego obszar do rejonów buskiego i gliniańskiego.